# 亞沃里夫 (圖爾卡區)
49°1′5″N 22°56′10″E / 49.01806°N 22.93611°E

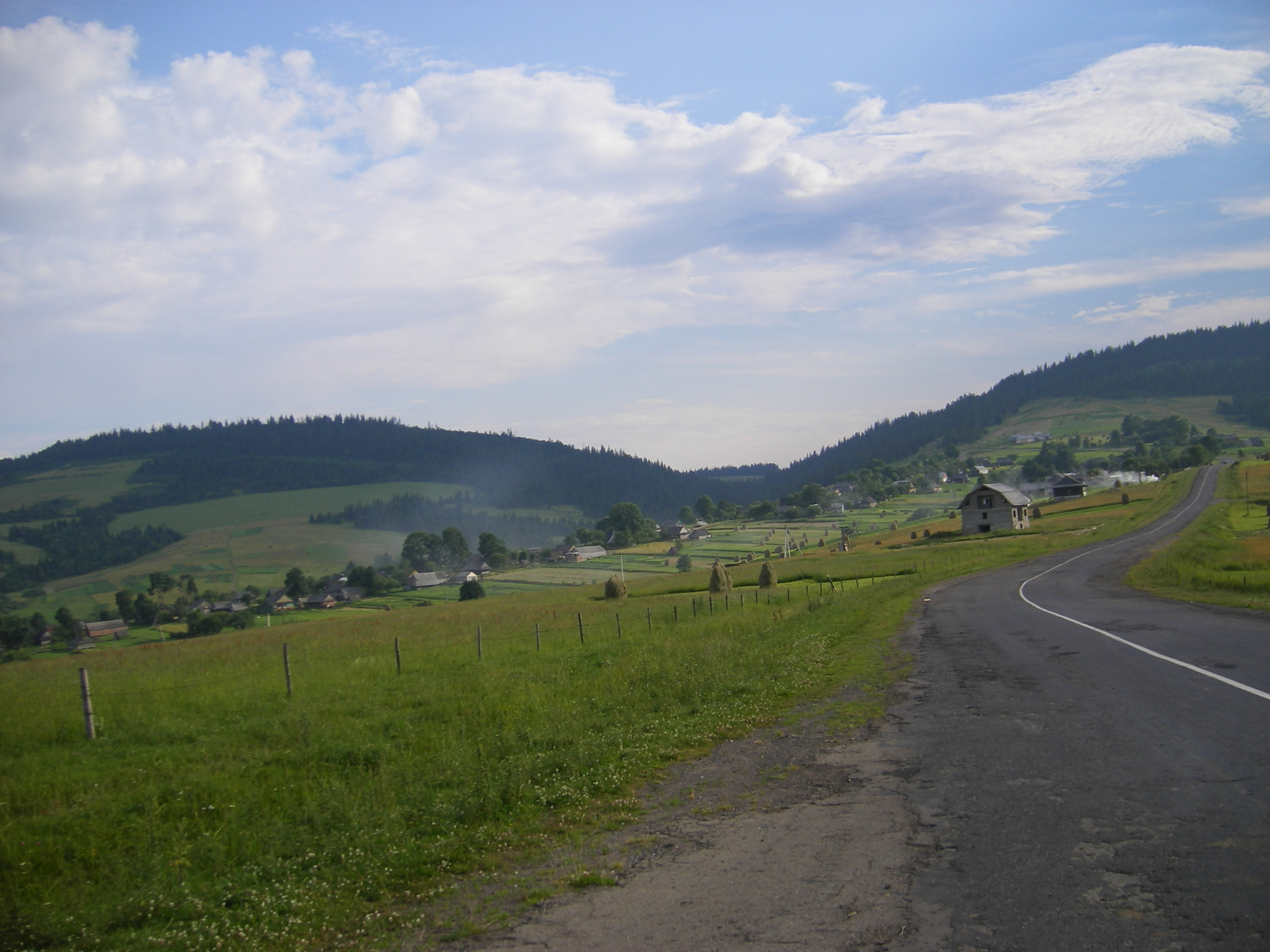

亞沃里夫（烏克蘭語：Яворів），是烏克蘭西部的村莊，隸屬利維夫州的桑比爾區。該村處於亞沃里夫卡河畔，始建於1659年，面積1.7平方公里，海拔高度742米，2001年人口919。